# أبل بارك
آبل بارك أو منتزه أبل (بالإنجليزية: Apple Park)‏ هو المقر الرئيسي لشركة أبل، ويقع في طريق آبل بارك في كوبرتينو، كاليفورنيا، الولايات المتحدة. تم افتتاحه للموظفين في أبريل 2017م، بينما كان البناء لا يزال قيد التنفيذ، وقد حل محل المقر الأصلي آبل كامبوس 1 أو حرم أبل، الذي تم افتتاحه في عام 1993م.
مقياس المبنى الرئيسي وتصميم الكشط الأرضي الدائري، من قبل نورمان فوستر، أكسب الهيكل لقبًا إعلاميًا وهو «سفينة الفضاء». يقع المقر في موقع ضواحي يبلغ إجمالي 175 أكر (71 ها)، ويضم أكثر من 12000 موظف في مبنى دائري مركزي مكون من أربعة طوابق 2,800,000 قدم مربع (260,000 م2) حوالي 2,800,000 قدم مربع (260,000 م2). أراد ستيف جوبز، المؤسس المشارك لشركة آبل، أن يبدو الحرم أقل شبهًا بمنتزه للمكاتب وأكثر كملاذ طبيعي. يتكون 80 في المائة من الموقع من مساحات خضراء مزروعة بأشجار ونباتات مقاومة للجفاف أصلية في منطقة كوبرتينو، وتتميز ساحة الفناء المركزية للمبنى الرئيسي ببركة اصطناعية.

## تاريخ
في أبريل 2006، أعلن الرئيس التنفيذي لشركة آبل آنذاك ستيف جوبز أمام مجلس مدينة كوبرتينو أن شركة آبل قد استحوذت على تسع عقارات متجاورة لبناء الحرم الثاني، حرم آبل 2. تم وضع فكرة المقر الجديد من قبل جوبز وكبير المصممين السابق لشركة آبل جوني إيف. كان إيف هو الخيار الفوري لشركة آبل لتصميم المشروع، واستمر في العمل بشكل وثيق جدًا مع نورمان فوستر على مدار خمس سنوات، حيث صمم كل التفاصيل، من الألواح الزجاجية إلى أزرار المصعد.
تم إجراء عمليات شراء الممتلكات المطلوبة من خلال شركة هاينز، والتي في بعض الحالات على الأقل لم تكشف عن حقيقة أن آبل كانت المشتري النهائي؛ أشار فيليبس ماهاني، وهو شريك في شركة سمسرة عقارية تجارية محلية، إلى أن هذه ممارسة شائعة في محاولات ترتيب شراء أرض متجاورة مكونة من طرود متعددة بمالكين منفصلين، من أجل الحفاظ على التكاليف من الارتفاع الصاروخي وعدم الكشف عنها خطط الشركة للمنافسين. من بين بائعي العقارات كان سمرهيل هومز (SummerHill Homes) (قطعة أرض 8 أكر (3.2 ها)) وهوليت-باكارد (ثلاثة مبان في حرمهم في كوبرتينو).
حتى أبريل 2008، لم تطلب آبل التصاريح اللازمة لبدء البناء، لذلك كان من المقدر أن المشروع لن يكون جاهزًا في عام 2010 كما هو مقترح في الأصل؛ ومع ذلك، احتفظت آبل بالمباني الموجودة في الموقع لعملياتها. في نوفمبر 2010 كشفت سان خوسيه ميركوري نيوز أن شركة آبل قد اشترت 98 أكر (40 ها) إضافية 98 أكر (40 ها) لم تعد مستخدمة من قبل إتش بي، شمالًا عبر شارع برونريدج. كانت هذه المساحة عبارة عن حرم لشركة إتش بي في كوبرتينو قبل نقلها إلى بالو ألتو.
في 7 يونيو 2011، قدم جوبز إلى مجلس مدينة كوبرتينو تفاصيل التصميم المعماري للمباني الجديدة والمناطق المحيطة بها. لم يعش ليرى بدء البناء. توفي جوبز بعد بضعة أشهر، في 5 أكتوبر 2011.
في 15 أكتوبر 2013، وافق مجلس مدينة كوبرتينو بالإجماع على خطط شركة آبل للحرم الجديد بعد مناقشة استمرت ست ساعات. بعد ذلك بوقت قصير، بدأت أعمال الهدم لتحضير الموقع للبناء.
في 22 فبراير 2017، أعلنت شركة آبل عن الاسم الرسمي للحرم باسم «آبل بارك»، والقاعة التي أطلقت عليها اسم «مسرح ستيف جوبز».
كان من المتوقع في الأصل أن يبدأ العمل في عام 2013 ويفتح في عام 2015، ولكن قد تم تأجيل المشروع وبدأ في عام 2014. تم افتتاح الحرم للعمال في أبريل 2017، على الرغم من استمرار أعمال البناء. تبع ذلك الحدث الأول في مسرح ستيف جوبز، والذي أقيم في 12 سبتمبر 2017. تم افتتاح مركز زوار آبل بارك بعد خمسة أيام، في 17 سبتمبر 2017.
نتيجة لوجود آبل بارك في المنطقة، واجهت الشوارع المحيطة زيادة في السياحة، إلى جانب ارتفاع قيم العقارات في المساكن المحلية، وغالبًا ما تجذب موظفي آبل الراغبين في العيش بالقرب من مكان العمل.

## موقع

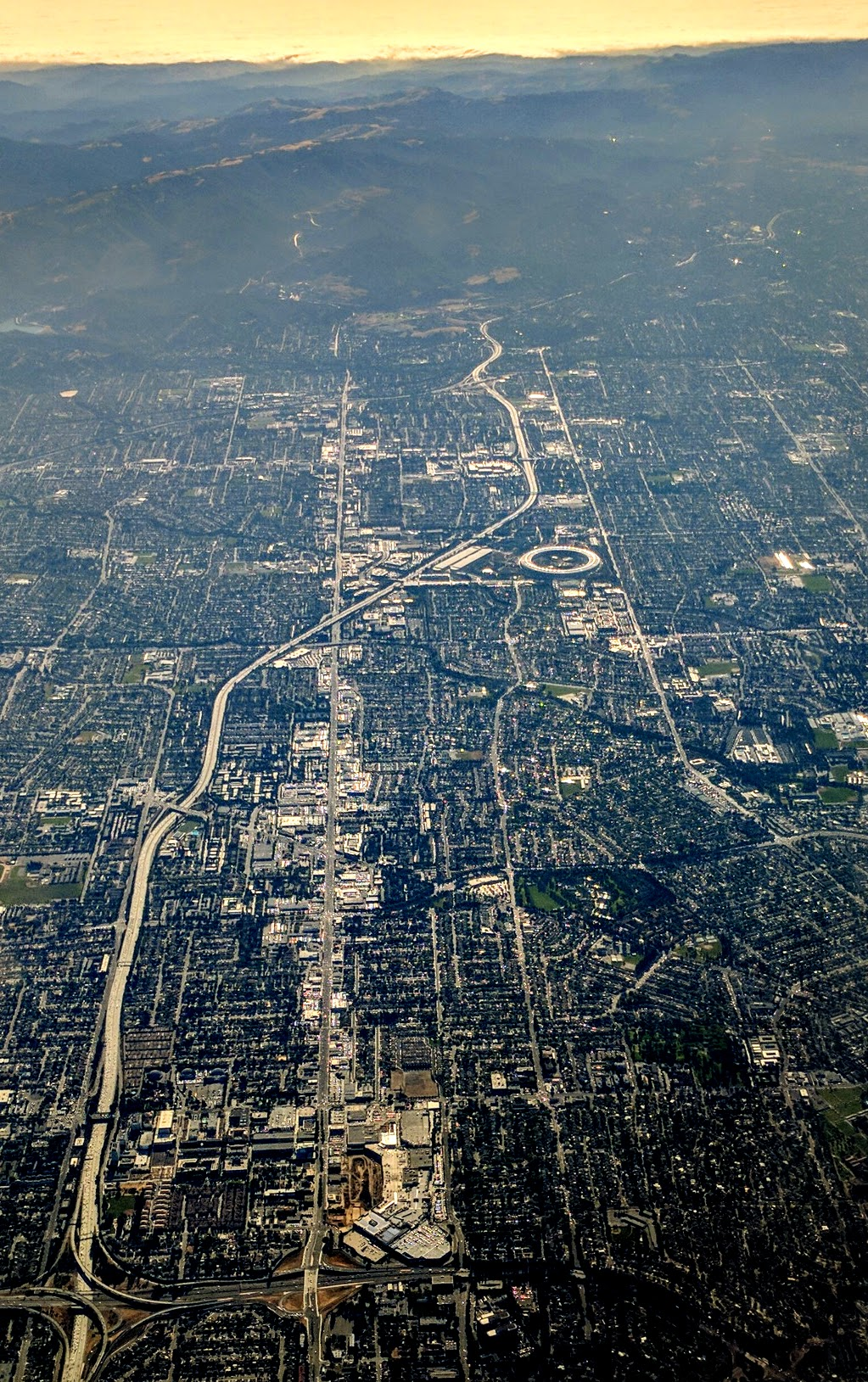
كوبيرتينو، كاليفورنيا، مع المبنى الدائري لآبل بارك، يقع شمال الطريق السريع 280

يقع آبل بارك على بعد كيلومترين شرق حرم آبل الأصلي. كان لشركة آبل وجود في كوبرتينو منذ عام 1977، ولهذا قررت الشركة البناء في المنطقة بدلاً من الانتقال إلى مكان أرخص وبعيد. يقع الحرم أيضًا بجوار موقع ملوث بموجب تشريعات سوبرفند مع عمود مياه جوفية.

## تصميم وبناء
نُقل عن ستيف جوبز، في آخر ظهور علني له قبل وفاته في أكتوبر 2011، قوله:
 إنها تحتوي على فناء رائع في الوسط، وأكثر من ذلك بكثير. إنها دائرة، لذا فهي منحنية بالكامل. هذه ليست أرخص طريقة لبناء شيء ما. كل لوح من الزجاج في المبنى الرئيسي سيكون منحنيًا. لدينا فرصة لبناء أفضل مبنى إداري في العالم. أعتقد حقًا أن طلاب الهندسة المعمارية سيأتون إلى هنا لرؤية المقر. 

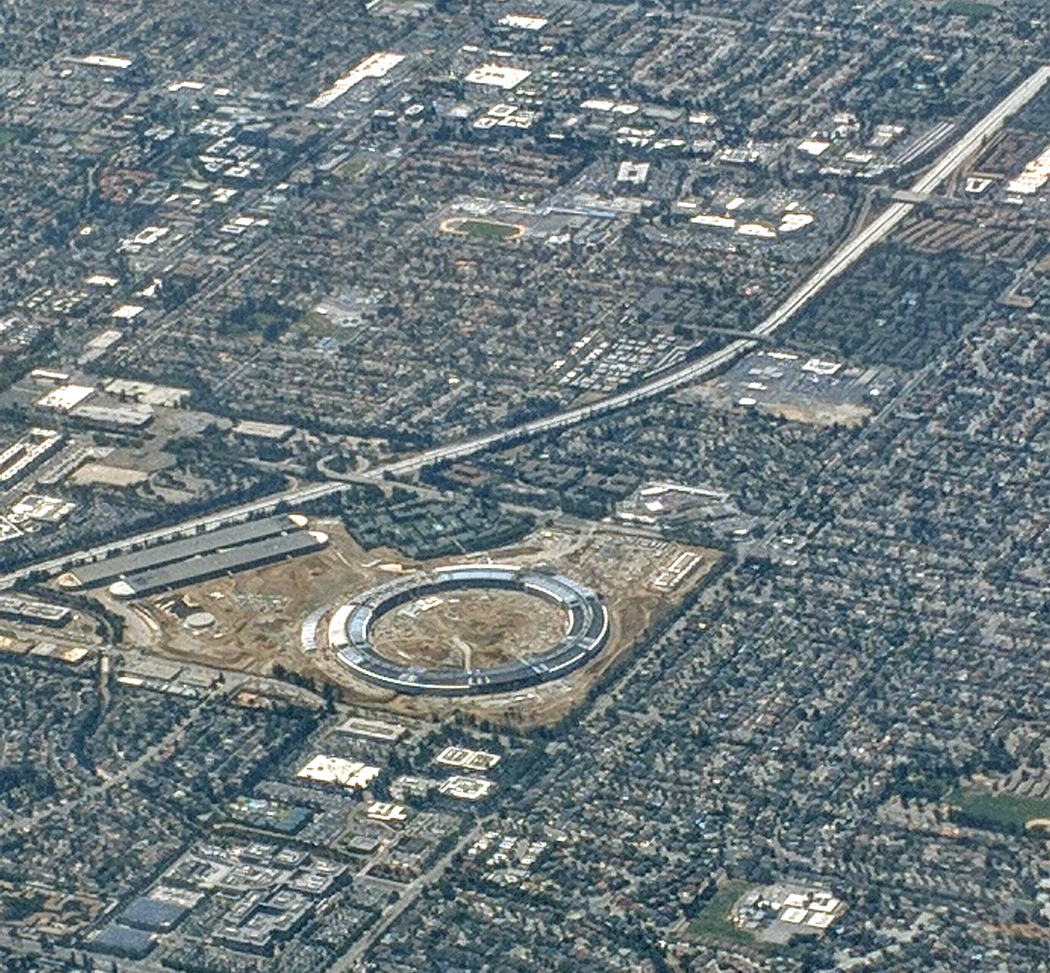
منظر جوي لآبل بارك أثناء البناء في أغسطس 2016، شمال (أدنى) الطريق السريع-280. حرم آبل الأصلي، الواقع على بعد 1.2 ميل غربًا، يظهر أيضًا في أعلى اليمين، جنوب الطريق السريع-280

لم يتم التخطيط للمبنى الدائري، الذي تم الإعلان عنه على أنه «دائرة مثالية»، على هذا النحو في الأصل. تُترك الحافة الداخلية والحافة الخارجية لكل طابق مفتوحة كممرات. هناك ثمانية مبان تفصل بينها تسعة أتريا صغيرة. الحرم الجامعي هو 1 ميل (1.6 كـم) في محيط، التي يبلغ قطرها 1,512 قدم (461 م). يضم المبنى الدائري الواحد أغلب الموظفين. المقر يحتوي على أربعة طوابق فوق الأرض وثلاثة طوابق تحت الأرض. أنشأت آبل نماذج بالحجم الطبيعي لجميع أجزاء المبنى لتحليل أي مشكلات تتعلق بالتصميم.
يخفي التصميم الطرق ومواقف السيارات تحت الأرض. يستخدم الحرم الجامعي الزجاج فقط لجدرانه وإطلالات على الفناء الداخلي بالإضافة إلى المناظر الطبيعية المواجهة للجزء الخارجي من المبنى. حوالي 83,000 قدم مربع (7,700 م2) من المساحة المخصصة للاجتماعات والاستراحة في المبنى. يحتوي الجزء الداخلي من المبنى الدائري على 30 أكر (12 ها) منتزه يضم بركة، بأشجار الفاكهة وممرات متعرجة مستوحاة من بساتين الفاكهة في كاليفورنيا.
لم يرغب ستيف جوبز في ظهور خط أو فجوة أو ضربة فرشاة رسم لتلائم المظهر والنهاية.[بحاجة لمصدر]
تم حصاد جميع الأخشاب الداخلية المستخدمة في الأثاث من نوع معين من خشب القيقب، حيث تعمل آبل مع شركات بناء من 19 دولة للتصميمات والمواد.
لوح خرساني مجوف يتنفس يعمل كأرضية وسقف ونظام تدفئة وتكييف وتهوية. تم استخدام إجمالي 4300 لوح من هذا القبيل. تزن بعض الألواح 60,000 رطل (27 t).

### أعمال بناء
أثناء البناء، بدأ هيكل المبنى من قبل شركة دي بي أر/سكانسكا السويدية، لكن تم استبعادهم من العمل لأسباب غير معلنة. أكمل رودولف آند سليتن وهولدر كونستركشن (Holder Construction) الهيكل والغلاف والبناء الداخلي. عملت شركة تروبيك كونستركشن (Truebeck Construction) (المعروفة آنذاك باسم بي إن بي تي BNBTBuilders) على تنسيق الحدائق الخارجية ومسرح ستيف جوبز ومركز الصحة واللياقة البدنية؛ قامت شركة مكارثي للبناء ببناء مرآب للسيارات. وقامت جرانيت للإنشاءات بتوسيع الطريق وأعمال المرافق.

يتم إنتاج ألواح الواجهة من قبل شركة زيلا البافارية.

### تكاليف
قُدرت تكلفة الأرض بـ 160 مليون دولار. في عام 2011، كانت ميزانية حرم آبل 2 أقل من 3 مليارات دولار. ومع ذلك، في عام 2013، قدرت التكلفة الإجمالية بما يقرب من 5 مليارات دولار.

### مصدر طاقة
يعد الحرم أحد أكثر المباني كفاءة في استخدام الطاقة في العالم، المبنى الرئيسي، مسرح ستيف جوبز، ومركز اللياقة البدنية كلها حاصلة على شهادة الريادة في تصميمات الطاقة والبيئة من الفئة البلاتينية. في بيان صحفي صدر في أبريل 2018، أعلنت شركة آبل أنها تحولت إلى التشغيل الكامل بالطاقة المتجددة. يمكن للألواح الشمسية المثبتة على سطح الحرم أن تولد 17 ميغاواط من الطاقة، وهو ما يكفي لتزويد 75٪ بالطاقة خلال ذروة النهار، مما يجعله أحد أكبر الأسطح الشمسية في العالم. يتم توليد 4 ميغاواط أخرى في الموقع باستخدام خلايا وقود بلوم إنرجي سيرفر (Bloom Energy Server)، والتي تعمل بالوقود الحيوي أو الغاز الطبيعي. يتدفق الهواء بحرية بين داخل وخارج المبنى، مما يوفر تهوية طبيعية ويلغي الحاجة إلى أنظمة التدفئة والتهوية وتكييف الهواء خلال تسعة أشهر من العام.

## مرافق

### مقاهي
يحتوي الحرم على سبعة مقاهي، أكبرها هو مقهى من ثلاثة طوابق يستوعب 3000 شخص. المقهى ذو بطانة حجرية فاتحة اللون ودرابزين زجاجي بدون دعم معدني، وهو محاط بمناظر طبيعية واسعة. مساحة المشرف 20,000 قدم مربع (1,900 م2) يمكن أن تستوعب 600 شخص و 1750 مقعدًا على التراسات الخارجية، بسعة تخدم إلى 15000 وجبة غداء يوميًا، وتضم 500 طاولة مصممة خصيصًا ومصنوعة من خشب البلوط الأبيض المتين سبيسارت، مقاس 18 قدم (5.5 م) طويلة و 4 قدم (1.2 م) واسعة.[بحاجة لمصدر]
تشبه الطاولات والمقاعد الرياضية تلك الموجودة في متاجر آبل.

### قاعة محاضرات

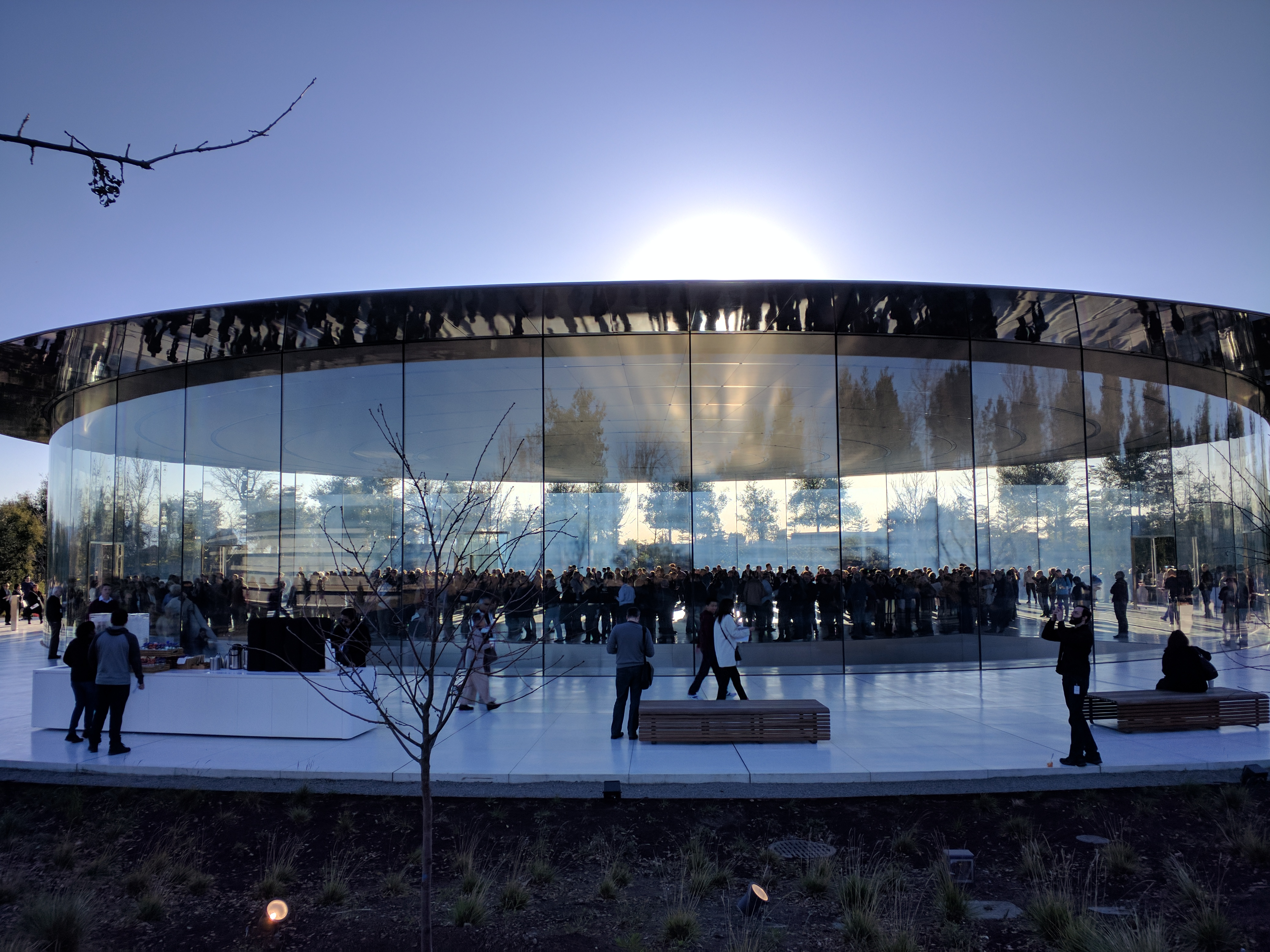
منظر خارجي لمسرح ستيف جوبز في آبل بارك.

يُعرف رسميًا باسم مسرح ستيف جوبز، على اسم المؤسس المشارك والرئيس التنفيذي السابق لشركة آبل، ويقع المرفق على قمة تل في الحرم. وهي عبارة عن قاعة تحت الأرض تتسع لـ 1000 مقعد مخصصة لإطلاق منتجات آبل والاجتماعات الصحفية. إنه ذو ردهة كبيرة على شكل أسطوانة فوق الأرض مع سلالم تصل إلى القاعة. يحتوي المسرح على 350 مكانًا لوقوف السيارات في شارع شمال تانتاو، ومسار للمشاة يؤدي إلى الحرم الرئيسي الواقع شمال غرب المسرح.
يحتوي ردهة المسرح على جدران زجاجية أسطوانية الشكل ولا توجد أعمدة داعمة، مما يوفر رؤية 360 درجة للحرم المحيط. تم توفير سقف 80 طن صغير (73 t) من ألياف الكربون، والمصنوع من 44 لوحة متطابقًا، من قبل شركة بريمير كومبوزت تيكنولوجيز (Premier Composite Technologies)، ومقرها في دبي. كل لوحة 70 قدم (21 م) طول و 11 قدم (3.4 م) واسعة ومغلقة في المنتصف مع الألواح الأخرى. إنه أكبر سقف من ألياف الكربون وأكبر هيكل مدعوم بالزجاج في العالم.
يضم المسرح أيضًا 42 قدم (13 م) مصعد زجاجي عالي يدور 171 درجة من الأسفل إلى الطابق علوي. المصعد مصنوع من الزجاج المقسى كيميائيًا، ويعتبر أطول مصعد زجاجي قائم بذاته في العالم.

أقيم أول حدث صحفي للمسرح في 12 سبتمبر 2017، حيث تم الإعلان عن آيفون 8، آيفون 8 بلس، آيفون إكس، ساعة آبل الإصدار 3، وآبل تي في فور كيه (4K).

### مركز صحي
100,000 قدم مربع (9,300 م2) لمركز للياقة البدنية، ويقع في الشمال الغربي للحرم. بصرف النظر عن معدات الصالة الرياضية، يتميز مركز اللياقة البدنية بوسائل الراحة الأخرى مثل غرف تغيير الملابس والاستحمام وخدمات غسيل الملابس وغرف للجلسات الجماعية.

### مرفق البحث والتطوير
تتميز مرافق البحث والتطوير باحتوائهما على 300,000 قدم مربع (28,000 م2) من المباني على الحافة الجنوبية للحرم، ويشغلها أكثر من 2000 شخص. يضم الطابق العلوي من كل مبنى القسم الذي يضم فرق التصميم الصناعي والواجهة البشرية التي كان يرأسها سابقًا رئيس قسم التصميم جوني إيف.

### عيادات العناية
في السنوات الأخيرة، بدأت آبل في إطلاق عيادات رعاية في مقاطعة سانتا كلارا لتوفير رعاية صحية يمكن الوصول إليها وتعزيز السلوكيات الصحية في مكان عمل الشركة. تعزز فكرة إدخال الرعاية الصحية في المجتمع عنصر الشمولية وتحدث تغييرات فعلية في خيارات الرعاية الصحية التقليدية في معظم الشركات.

### وسائل النقل

#### حافلة
يصعد الموظفون الذين يسافرون بالحافلة ويغادرون من محطة الحافلات التي تؤدي إلى الحرم الرئيسي عبر درجين أبيضين. تخدم المنطقة أيضًا هيئة النقل في وادي سانتا كلارا (VTA)، والتي تدير خدمة الحافلات المحلية من كوبرتينو إلى المدن القريبة. انتقد مستشار النقل البارز جاريت والكر، الذي عمل مع (VTA) في تقديم الخدمة للحرم، أحكام تصميم الحرم الجامعي للسماح بالوصول إلى النقل العام.

#### مركبات
تقع مواقف السيارات تحت الأرض وفي مبنيين كبيرين لوقوف السيارات يستوعبان ما يقرب من 14200 موظف. تتطلب لوائح مدينة كوبرتينو ما لا يقل عن 11000 مكان لوقوف السيارات، 700 منها بها محطات شحن للسيارات الكهربائية.
هناك 2000 مكان لوقوف السيارات في مرآب السيارات تحت الأرض. تتم إدارة مواقف السيارات بواسطة أجهزة استشعار وتطبيقات تدير حركة المرور وأماكن وقوف السيارات.

#### ركوب الدراجات
يوجد 1000 دراجة في الحرم للموظفين للتجول فيها، مع أميال من مسارات ركوب الدراجات والركض في جميع أنحاء 175 أكر (71 ها) الحرم. هناك 2000 مكان إضافي لوقوف الدراجات في مرآب السيارات تحت الأرض.

### مركز زوار آبل بارك

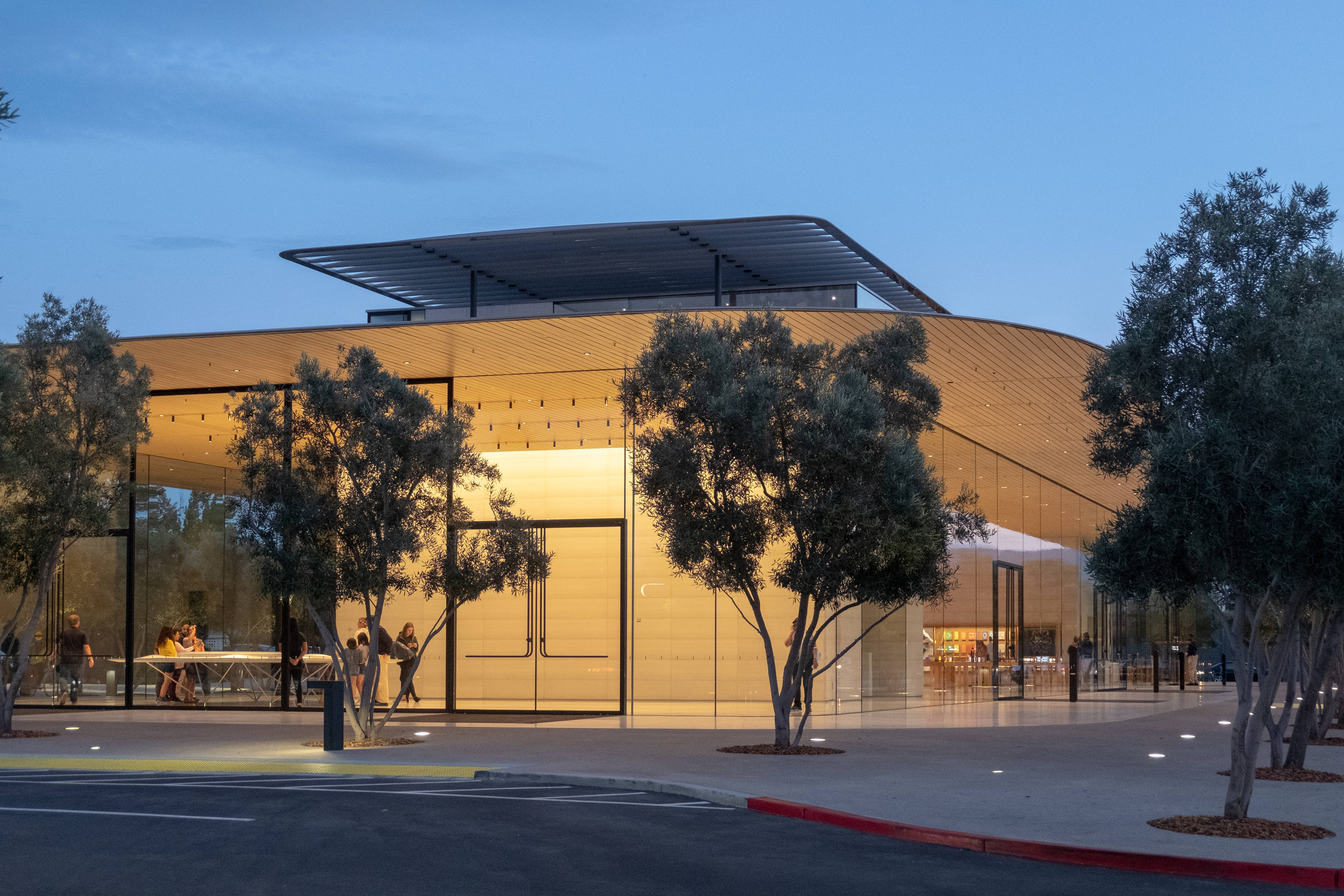
مركز زوار آبل بارك في 10600 شمال شارع تانتو، كوبيرتينو. شوهد الزوار يستخدمون أجهزة آي باد بتقنية الواقع المعزز لاستكشاف طراز آبل بارك.

مركز زوار آبل بارك هو عبارة عن طابقين 20,135 قدم مربع (1,870.6 م2)، هيكل يتكون من أربعة مجالات رئيسية: متجر آبل يضم سلعًا تحمل علامة آبل التجارية (قمصان، قبعات، حقائب حمل، بطاقات بريدية) لا تُباع في متاجر آبل العادية، و 2,386 قدم مربع (221.7 م2) مقهى، وهو عبارة عن مساحة عرض تعرض نموذجًا ثلاثي الأبعاد لآبل بارك مع الواقع المعزز، وشرفة على السطح تطل على الحرم. تم افتتاحه للجمهور في 17 نوفمبر 2017. التكلفة التقديرية للمركز 80 مليون دولار. يقع العقار في 10600 ش. شارع تانتو عبر الطريق من الحرم، ويجاور حي سكني في سانتا كلارا. تبلغ تكلفة مرآب السيارات تحت الأرض، الذي يتسع لما يقرب من 700 مكان، 26 مليون دولار. مركز الزوار هو الجزء الوحيد المسموح للسائحين بزيارته في آبل بارك.

## أراضي

### تنسيق مناظر طبيعية

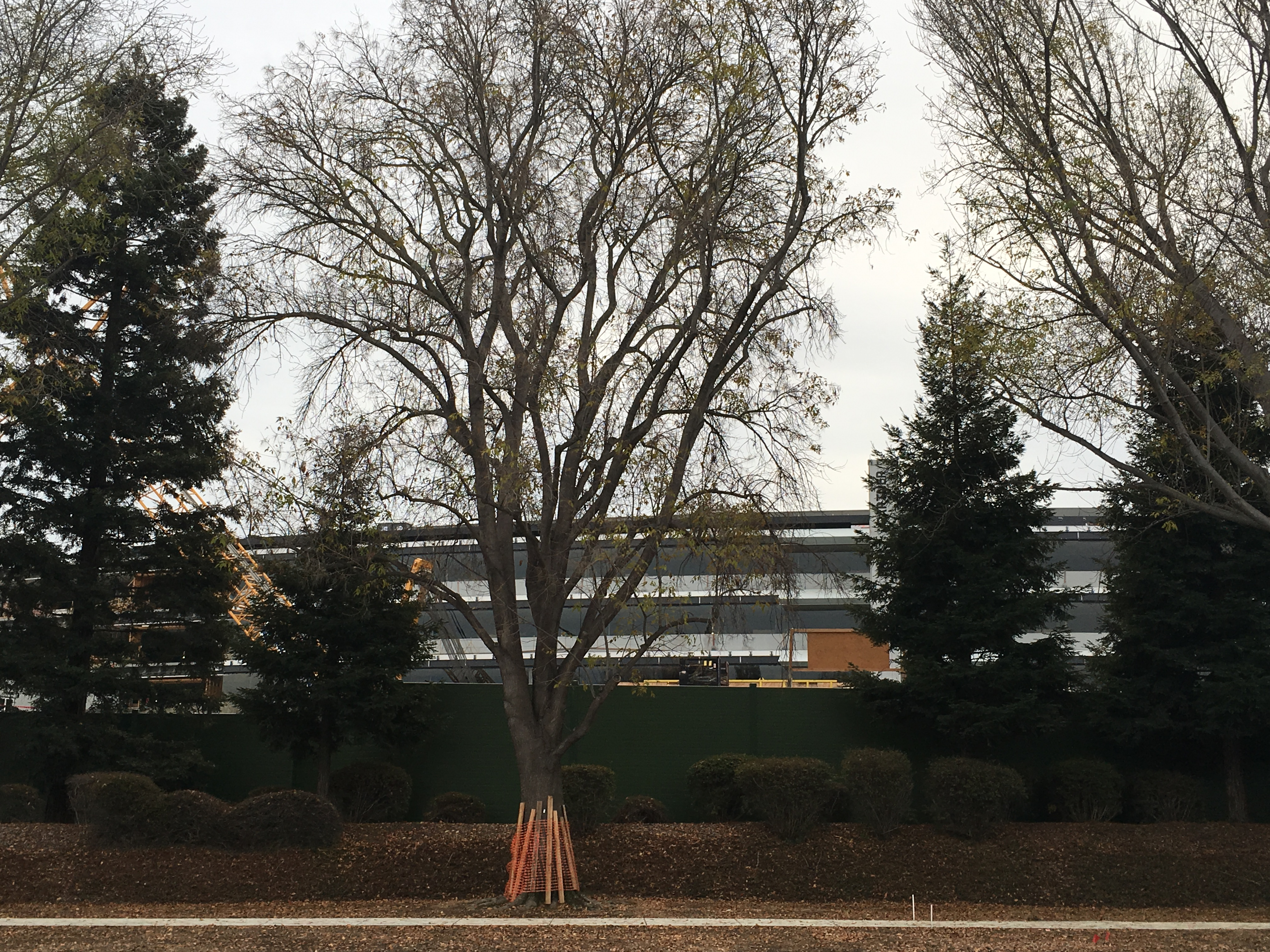
حديقة في آبل بارك قيد الإنشاء، يناير 2016

٪80 من الحرم يتكون من مساحات خضراء. كان الفناء الفسيح في وسط المبنى الرئيسي مزروعًا ببساتين المشمش والزيتون والتفاح، بالإضافة إلى حديقة أعشاب بالقرب من المقهى. النباتات الأخرى المختارة للمناظر الطبيعية للحرم الجامعي تتحمل الجفاف. تستخدم المياه المعاد تدويرها لسقي منطقة الحرم.
في عام 2011، استأجرت شركة آبل مشجر، ديف مافلي، لزراعة بيئة كاليفورنيا الطبيعية في جميع أنحاء آبل بارك. تعقب باحثو الكفاءات في آبل مافلي في عام 2010 بعد أن أدرك ستيف جوبز جودة أشجار البلوط بالقرب من طبق ستانفورد وطلب العثور على المشجر الذي كان يعتني بها.
يوجد 9000 شجرة في حرم آبل بارك، من 309 نوعًا من الأنواع المحلية. الأشجار المزروعة هي السافانا البلوطية وخشب البلوط وأشجار الفاكهة بما في ذلك المشمش والتفاح والبرقوق والكرز والبرسيمون. 15 أكر (6 ها) إضافية 15 أكر (6 ها) للأراضي العشبية في كاليفورنيا. من بين أصناف التفاح الممثلة الأصفر، الأخضر، غرايفينستين، بينك لايدي، لكن تفاح ماكنتوش غائب بشكل ملحوظ.
بعد أن بدأ العمل بجدية، أدرك مافلي أن أقل من مائة من 4000 شجرة موجودة كانت قابلة للاستخدام بالفعل. هذا يعني أنه كان عليه أن يشتري من الصفر تقريبًا جميع الأشجار المخطط لها البالغ عددها 9000 شجرة. ذهب فريقه إلى البحث في مزارع شجر عيد الميلاد المهجورة، واشترت شركة آبل بالفعل واحدة في يرمو في صحراء موهافي.

### حظيرة تاريخية

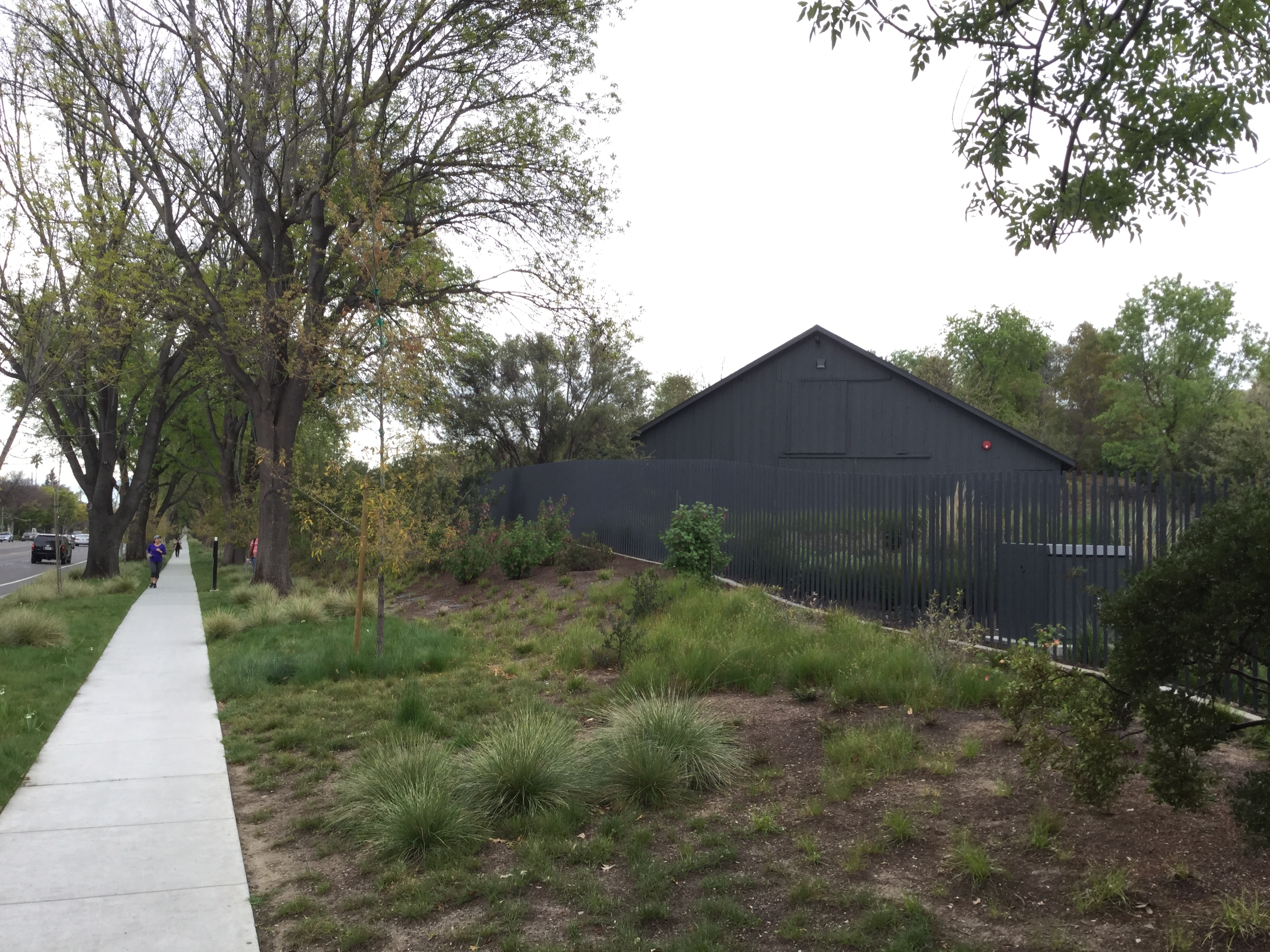
حظيرة غليندينينغ كما تُرى من الرصيف بجوار آبل بارك

الأرض التي اشترتها آبل للحرم جاءت مع حظيرة قديمة بناها جون ليونارد في عام 1916 باستخدام ألواح الخشب الأحمر. تزوج ليونارد من عائلة غليندينينغ التي هاجرت إلى الولايات المتحدة من اسكتلندا واستقرت في المنطقة في خمسينيات القرن التاسع عشر. بعد أن اشترت شركة آبل العقار، كانت هناك مناقشات بين آبل ومجتمع كوبيرتينو التاريخي (Cupertino Historical Society) ومدينة كوبرتينو حول مصير الحظيرة. نبع اهتمام المدينة بالحظيرة من إعلانها عام 2004 كموقع تاريخي.
في النهاية، وافقت آبل على إبقاء الحظيرة في العقار، وتستخدمه «لتخزين أدوات الصيانة ومواد تنسيق الحدائق الأخرى». تم تفكيك الحظيرة أثناء بناء الحرم ثم أعيد تجميعها في مكان مختلف عن المكان الذي كانت فيه في الأصل.

### الفناء الداخلي
تبلغ مساحة الفناء الداخلي 30 أكر (12 ها)، ومورق بأشجار الفاكهة بجانب بركة اصطناعية ومقهى. يوجد في الوسط حقل مستطيل به عدة أقواس تشبه قوس قزح عند رؤيتها من مسافة بعيدة.

## نقد

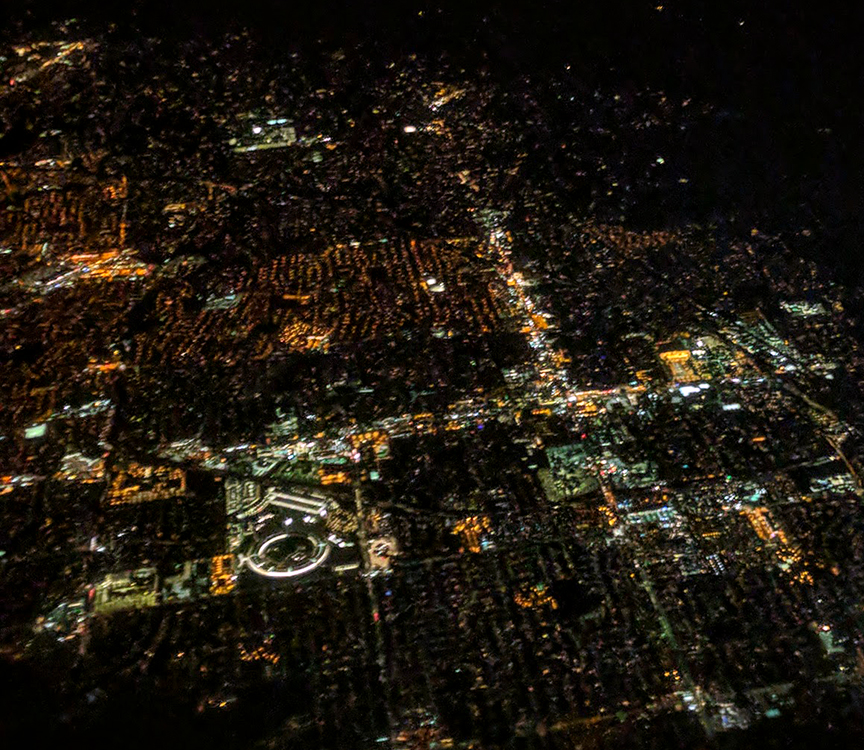
منظر جوي ليلي لآبل بارك ومدينة كوبرتينو عندما افتتح حديثًا في ديسمبر 2017

يُطلق على تصميم حرم آبل بارك «المثال النهائي» لمجمعات المكاتب في الضواحي، والتي كانت في حالة تراجع حيث تسعى الشركات إلى الانتقال إلى مناطق حضرية ذات وصول أفضل للعبور والدراجات والمشاة. انتقد كيّد بنفيلد من مجلس الدفاع عن الموارد الطبيعية، وهي مجموعة مناصرة بيئية غير هادفة للربح، الحرم المقترح للمساهمة في الامتداد القائم في الضواحي، مع خصائص تعتمد على السيارة وإهدار العقارات لتكون باهظة الثمن - التي كان من الممكن استخدامها لسكن ميسور التكلفة.
اكتسب المقر أيضًا اهتمامًا غير مواتٍ عندما ظهر في عام 2018 أن عاملين قد أصيبوا واحتاجوا إلى علاج في المستشفى بعد السير في الجدران والأبواب الزجاجية الشفافة للمبنى.
تلقت شركة آبل بعض الانتقادات بسبب الإسراف الملحوظ في مقرها الجديد، فضلاً عن نهجها المثالي في التصميم والبناء. تم الإبلاغ عن استخدام خشب خاص كمواد بناء ليكون موضوع دليل من 30 صفحة. تم الإبلاغ عن تصميم مقابض الأبواب ليكون موضوع نقاش لمدة عام ونصف العام، والذي تضمن عدة مراجعات قبل أن تمنح إدارة آبل موافقتها. وضعت رغبة آبل في وضع لافتات مخصصة في خلاف مع إدارة مكافحة الحرائق في مقاطعة سانتا كلارا، مما يتطلب عدة جولات من المفاوضات بسبب مخاوف من أن تعرض السلامة للخطر في حالات الطوارئ.
في كتابها بروتوبيا، انتقدت الكاتبة إميلي تشانغ آبل بارك لعدم وجود مرافق رعاية نهارية لأطفال الموظفين، على الرغم من أنها تخدم احتياجات كل فرد ظاهريًا.

## روابط خارجية
- آبل بارك - شيء آخر: مقالة عن داخل مقر آبل الجديد، وايرد
- تقديم ستيف جوبز إلى مجلس مدينة كوبرتينو (07/06/2011) - يقدم ستيف جوبز خططه لآبل بارك في قاعة مجمع كوبريتينو (Cupertino Community Hall)، على يوتيوب